# Uuno Alanko
Pour les articles homonymes, voir Alanko.
Uuno Alanko, né le 12 octobre 1878 à Mäntsälä et mort le 24 août 1964 à Helsinki, est un peintre et architecte finlandais.

## Biographie
Après son baccalauréat en 1892, il est diplômé ingénieur (1901) puis architecte (1905) de l'Université technologique d'Helsinki. Il étudie en parallèle à la Helsingin yliopiston piirustuslaitos (fi) en 1903-1905 et effectue des voyages d'étude en France et en Italie. Il a entre 1907 et 1910 son propre bureau d'architecture à Lahti puis de 1930 à 1948, enseigne le dessin et l'aquarelle à l'université technologique d'Helsinki. 
Recteur de l' Académie des Beaux-Arts de 1923 à 1939 et premier président de l'Association des artistes finlandais, ses œuvres sont conservées, entre autres, dans les musées d'art d'Helsinki, Tampere, Imatra et Turku.